# یان پنگ
یان پنگ (انگلیسی: Yan Peng؛ زادهٔ ۶ ژانویهٔ ۱۹۹۶) بازیکن بسکتبال ۳ نفره اهل چین است. وی در بازی‌های المپیک تابستانی ۲۰۲۰ شرکت کرده‌است.